# Omar-Hammadi-Stadion
Das Omar-Hammadi-Stadion (arabisch ملعب عمر حمادي) ist ein Stadion in Algier. 
Der algerische Fußballerstligist USM Algier und der Fußballdrittligist Paradou AC bestreiten ihre Heimspiele in diesem Stadion. 1935 fand die Stadioneröffnung statt. Das Stadion fasst 17.000 Zuschauer.
Während der Saison 2012/13 trug der damalige Zweitligist RC Arbaâ aus dem Vorort Larbaâ seine Heimspiele im Stade Omar Hammadi aus, wo dem Verein schließlich der Sprung in die Erstklassigkeit gelang. 
Nach Beginn der Renovierungen im Nationalstadion Stade 5 Juillet 1962 im Herbst 2013 wurde das Stadion ebenfalls zur Heimstätte des Stadt-Rivalen MC Algier.